# 阿伊洛
阿伊洛（英語：Aello）。是會綁架並將人類帶到塔耳塔罗斯的折磨的哈耳庇厄之一。亦是古希腊女神之一。曾由于其具有不同的属性而拥有多种表达形式以及大量称谓所赋予的分类意义。故因其所处之各异形象而众说纷纭。

## 扩展阅读
- Godchecker - Aello （页面存档备份，存于）
- Theoi Classical E-Texts Library - Harpyiai （页面存档备份，存于）